# Berliner Theatertreffen 1990 bis 1999
Sämtliche zum Berliner Theatertreffen eingeladenen Inszenierungen von 1990 bis 1999:

## 27. Theatertreffen 1990
- Maxim Gorki Theater Berlin – George Tabori – Mein Kampf – Regie: Thomas Langhoff
- Theater Bremen – Ulrike Meinhof – Choreographisches Theater von Johann Kresnik
- Schauspielhaus Bochum – Maxim Gorki – Die Letzten – Regie: Andrea Breth
- Thalia Theater Hamburg – Botho Strauß – Besucher – Regie: Wilfried Minks
- Thalia Theater Hamburg – Bertolt Brecht – Mann ist Mann – Regie: Katharina Thalbach
- Münchner Kammerspiele – Henrik Ibsen – Die Frau vom Meer – Regie: Thomas Langhoff (mit Cornelia Froboess)
- Bayerisches Staatsschauspiel München – Miss Sara Sampson – von und nach G. E. Lessing Regie: Frank Castorf
- Burgtheater Wien – Georg Büchner – Woyzeck – Regie: Achim Freyer
- Burgtheater Wien – William Shakespeare – Othello – Regie: George Tabori
- Burgtheater Wien – Peter Handke – Das Spiel vom Fragen oder Die Reise zum Sonoren Land – Regie: Claus Peymann

## 28. Theatertreffen 1991
- Basler Theater – Tankred Dorst – Korbes – Regie: Harald Clemen
- Deutsches Theater Berlin – William Shakespeare und Heiner Müller – Hamletmaschine – Regie: Heiner Müller
- Deutsches Theater Berlin – Henrik Ibsen – John Gabriel Borkmann – Regie: Frank Castorf
- Schaubühne am Lehniner Platz Berlin – Javier Tomeo – Mütter und Söhne – Regie: Felix Prader
- Schaubühne am Lehniner Platz Berlin – William Shakespeare – Das Wintermärchen – Regie: Luc Bondy
- Schillertheater Berlin – Friedrich Schiller – Die Räuber – Regie: Alexander Lang
- Schiller Theater Berlin – Jacob und Wilhelm Grimm – Märchen in Deutschland erzählt von Bernhard Minetti – Regie: Alexander Lang
- Schauspielhaus Bochum – William Shakespeare – Timon von Athen – Regie: Frank-Patrick Steckel
- Thalia Theater Hamburg – Robert Wilson, Tom Waits und William S. Burroughs – The Black Rider – Regie: Robert Wilson
- Münchner Kammerspiele – Botho Strauß – Schlußchor – Regie: Dieter Dorn
- Deutsches Nationaltheater Weimar – Henrik Ibsen – Nora oder ein Puppenheim – Regie: Leander Haußmann
- Burgtheater Wien – Anton P. Tschechow – Ivanov – Regie: Peter Zadek (mit Angela Winkler)

## 29. Theatertreffen 1992
- Schaubühne am Lehniner Platz Berlin – Botho Strauß – Schlußchor – Regie: Luc Bondy
- Teatr Kreatur Berlin – Das Ende des Armenhauses nach Isaak Babel – Regie: Andrej Woron
- Volksbühne am Rosa-Luxemburg-Platz Berlin – Georg Büchner – Woyzeck – Regie: Andreas Kriegenburg
- Schauspielhaus Bochum – Samuel Beckett – Endspiel – Regie: Jürgen Gosch
- Theater Bremen – Frida Kahlo – Choreographisches Theater von Johann Kresnik
- Thalia Theater Hamburg – Bertolt Brecht – Im Dickicht der Städte – Regie: Ruth Berghaus
- Schauspiel Hannover – Gotthold Ephraim Lessing – Emilia Galotti – Regie: Matthias Hartmann
- Kölner Schauspiel – August Strindberg – Fräulein Julie – Regie: Dimiter Gotscheff
- Münchner Kammerspiele – Ernst Barlach – Der blaue Boll – Regie: Hans Lietzau
- Münchner Kammerspiele – Werner Schwab – Volksvernichtung oder Meine Leber ist sinnlos – Regie: Christian Stückl (mit Jennifer Minetti)
- Burgtheater Wien – Georg Trakl – Blaubart – Regie: Cesare Lievi
- Burgtheater Wien – Sean O’Casey – Das Ende vom Anfang – Regie: Andrea Breth
- Burgtheater (Akademietheater) Wien – George Tabori – Goldberg Variationen – Regie: George Tabori

## 30. Theatertreffen 1993
- Berliner Ensemble – Rolf Hochhuth – Wessis in Weimar – Regie: Einar Schleef
- Deutsches Theater Berlin – Hugo von Hofmannsthal – Der Turm – Regie: Thomas Langhoff
- Schaubühne am Lehniner Platz Berlin – Alexander Wampilow – Letzten Sommer in Tschulimsk Regie: Andrea Breth
- Volksbühne am Rosa-Luxemburg-Platz Berlin – Christoph Marthaler – Murx den Europäer! Murx ihn! Murx ihn! Murx ihn! Murx ihn ab! – Regie: Christoph Marthaler
- Volksbühne am Rosa-Luxemburg-Platz Berlin – William Shakespeare – König Lear – Regie: Frank Castorf
- Schauspielhaus Bochum – Sophokles – Oedipus – Regie: Dieter Hacker
- Schauspiel Bonn – Georg Büchner – Woyzeck – Regie Valentin Jeker
- Theater Bremen – Wendewut – Choreographisches Theater von Johann Kresnik
- Theater der Stadt Heidelberg – Witold Gombrowicz – Yvonne, die Burgunderprinzessin – Regie: Hans-Ulrich Becker
- Schauspiel Leipzig – Mark Galesnik – Die Besessene – Regie: Konstanze Lauterbach
- Bayerisches Staatsschauspiel München – William Shakespeare – Romeo und Julia – Regie: Leander Haußmann (mit Guntram Brattia und Anne-Marie Bubke)
- Deutsches Nationaltheater Weimar – William Shakespeare – Ein Sommernachtstraum – Regie: Leander Haußmann

## 31. Theatertreffen 1994
- example dept. / Theater unterm Dach Berlin – Jo Fabian – Vaterlandskomplex – Regie: Jo Fabian
- Schaubühne am Lehniner Platz Berlin – Henrik Ibsen – Hedda Gabler – Regie: Andrea Breth
- Schauspielhaus Bochum – Antonio Buero-Vallejo – Brennende Finsternis – Regie: Karsten Schiffler
- Düsseldorfer Schauspielhaus – William Shakespeare – Romeo und Julia – Regie: Karin Beier
- Schauspiel Frankfurt – Henrik Ibsen – Hedda Gabler – Regie: Jürgen Kruse
- Deutsches Schauspielhaus in Hamburg – Elfriede Jelinek – Wolken. Heim – Regie: Jossi Wieler
- Deutsches Schauspielhaus in Hamburg – Goethes Faust, Wurzel aus 1+2 – Regie: Christoph Marthaler
- Nationaltheater Mannheim – Wenedikt Jerofejew – Walpurgisnacht oder Die Schritte des Komturs – Regie: Hans-Ulrich Becker
- Mecklenburgisches Staatstheater Schwerin – William Shakespeare – Othello – Regie: Michael Jurgons
- Burgtheater Wien (Akademietheater) – Isaak Babel – Sonnenuntergang – Regie: Dieter Giesing
- Burgtheater Wien (Akademietheater) – George Tabori –  Requiem für einen Spion – Regie: George Tabori
- Schauspielhaus Zürich – David Mamet – Oleanna – Regie: Jens-Daniel Herzog

## 32. Theatertreffen 1995
- Deutsches Theater Berlin (Kammerspiele) – Tankred Dorst – Herr Paul Regie: Michael Gruner
- Schauspielhaus Bochum – Jean Eustache – La Maman et la Putain – Regie: Jürgen Gosch
- Schauspiel Dortmund – Robert Wilson, Tom Waits und William S. Burroughs – The Black Rider – Regie: Michael Simon
- Staatsschauspiel Dresden – Ödön von Horváth – Glaube Liebe Hoffnung – Regie: Irmgard Lange
- Deutsches Schauspielhaus Hamburg – Elfriede Jelinek – Raststätte oder Sie machens alle – Regie: Frank Castorf
- Thalia Theater Hamburg – Henrik Ibsen – Die Wildente – Regie: Jürgen Flimm
- Münchener Kammerspiele – Franz Xaver Kroetz – Der Drang – Regie: Franz Xaver Kroetz (mit Edgar Selge und Franziska Walser)
- Burgtheater Wien (Akademietheater) – William Shakespeare – Titus Andronicus – Regie: Wolfgang Engel
- Burgtheater Wien (Akademietheater) – Werner Schwab – Die Präsidentinnen – Regie: Peter Wittenberg
- Theater Neumarkt Zürich – In Sekten Projekt des Neumarkt-Ensembles – Regie: Volker Hesse

## 33. Theatertreffen 1996
- Berliner Ensemble – Bertolt Brecht – Der aufhaltsame Aufstieg des Arturo Ui – Regie: Heiner Müller
- Schauspiel Bonn – Arthur Miller – Der große Knall – Regie: David Mouchtar-Samorai
- Düsseldorfer Schauspielhaus – Karin Beier / Joachim Lux – Sommernachtstraum – Ein europäischer Shakespeare – Regie: Karin Beier
- Deutsches Schauspielhaus in Hamburg – Christoph Marthaler – Stunde Null oder die Kunst des Servierens – Regie: Christoph Marthaler
- Deutsches Schauspielhaus in Hamburg – Bertolt Brecht – Herr Puntila und sein Knecht Matti – Regie: Frank Castorf
- Thalia Theater Hamburg – Pierre Carlet de Marivaux – Der Streit – Regie: Sven-Eric Bechtolf
- Nationaltheater Mannheim – Henrik Ibsen – Baumeister Solness – Regie: Gerhard Willert
- Schauspiel Stuttgart – Karl Philipp Moritz – Blunt oder der Gast – Regie: Elmar Goerden
- Burgtheater Wien (Akademietheater) – Anton Tschechow – Der Kirschgarten – Regie: Peter Zadek
- Theater am Neumarkt Zürich – Wahlverwandtschaften nach Goethe – Regie: Stefan Bachmann

## 34. Theatertreffen 1997
- Welt in Basel 1996 – Volksbühne am Rosa-Luxemburg-Platz Berlin – Christoph Marthaler nach Lina Bögli – Lina Böglis Reise – Regie: Christoph Marthaler
- Sophiensaele – Sasha Waltz & Guests Berlin – Allee der Kosmonauten – Regie und Choreographie Sasha Waltz
- Volksbühne am Rosa-Luxemburg-Platz Berlin – Carl Zuckmayer – Des Teufels General -Regie: Frank Castorf
- Deutsches Schauspielhaus in Hamburg – Ödön von Horváth – Kasimir und Karoline – Regie: Christoph Marthaler
- Deutsches Schauspielhaus in Hamburg – Pierre Corneille – Triumph der Illusionen – Regie: Stefan Bachmann
- Deutsches Schauspielhaus in Hamburg – Elfriede Jelinek – Stecken, Stab und Stangl – Regie: Thirza Bruncken
- Bayerisches Staatsschauspiel München (Cuvilliéstheater) – Wolfgang Borchert – Draußen vor der Tür – Regie Andreas Kriegenburg
- Schauspiel Staatstheater Stuttgart – Pierre Carlet de Marivaux – Triumph der Liebe – Regie: Christof Loy
- Schauspiel Staatstheater Stuttgart – Anton P. Tschechow – Ivanov – Regie: Elmar Goerden
- Theater Neumarkt Zürich – Urs Widmer – TopDogs – Regie: Volker Hesse

## 35. Theatertreffen 1998
- Theater Basel – Christoph Marthaler und Jürg Henneberger – The Unanswered Question – Regie: Christoph Marthaler
- Baracke des Deutschen Theaters Berlin – David Harrower – Messer in Hennen – Regie: Thomas Ostermeier
- Baracke des Deutschen Theaters Berlin – Mark Ravenhill – Shoppen & Ficken – Regie: Thomas Ostermeier
- Düsseldorfer Schauspielhaus – Oscar Wilde und Einar Schleef – Salome – Regie: Einar Schleef
- Deutsches Schauspielhaus in Hamburg – Thomas Bernhard – Alte Meister – Regie: Christof Nel
- Schauspiel Hannover – Henrik Ibsen – Ein Volksfeind – Regie: Andreas Kriegenburg
- Schauspiel Leipzig – Elfriede Jelinek – Stecken, Stab und Stangl – Regie: Kazuko Watanabe
- Burgtheater Wien / Akademietheater – Fin de Partie Samuel Becketts „Endspiel“ – Regie: George Tabori
- Burgtheater Wien – Elfriede Jelinek – Ein Sportstück – Regie: Einar Schleef (mit Elisabeth Rath)

## 36. Theatertreffen 1999
- Schaubühne am Lehniner Platz, Berlin – Anton P. Tschechow – Onkel Wanja – Regie: Andrea Breth
- Volksbühne am Rosa-Luxemburg-Platz, Berlin – Jean-Paul Sartre – Schmutzige Hände – Regie: Frank Castorf
- Schauspiel Bonn – Gerhart Hauptmann – Rose Bernd – Regie: Valentin Jeker
- Hamburger Kammerspiele – Sarah Kane – Gesäubert – Regie: Peter Zadek
- Thalia Theater, Hamburg – Ödön von Horváth – Geschichten aus dem Wiener Wald – Regie: Martin Kušej
- Schauspiel Leipzig – Heiner Müller – Weiberkomödie – Regie: Thomas Bischoff
- Burgtheater Wien / Akademietheater – Franz Xaver Kroetz – Die Eingeborene – Regie: Achim Freyer
- Burgtheater Wien / Akademietheater – Thomas Bernhard – Claus Peymann kauft sich eine Hose und geht mit mir essen Drei Dramolette – Regie: Philip Tiedemann
- Theater in der Josefstadt, Wien / Wiener Festwochen – Ödön von Horváth – Figaro läßt sich scheiden Regie: Luc Bondy
- Schauspielhaus Zürich – Botho Strauß – Der Kuß des Vergessens – Regie: Matthias Hartmann